# Villa Große Weinmeisterstraße 17

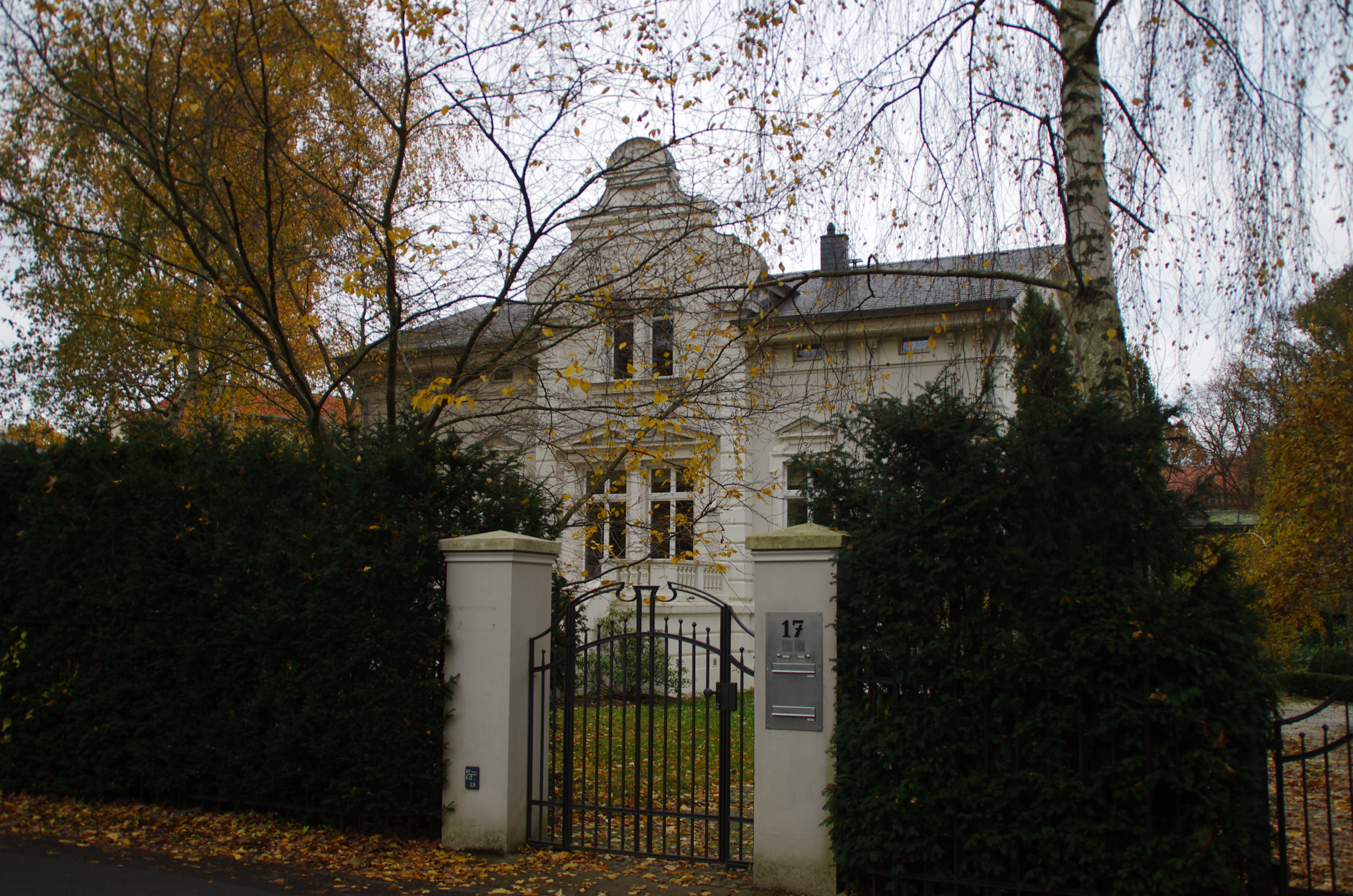
Villa Große Weinmeisterstraße 17

Die Villa Große Weinmeisterstraße 17 ist ein denkmalgeschütztes Wohngebäude im Potsdamer Stadtteil Nauener Vorstadt.

## Geschichte
Da von der Villa keine Bauakte vorhanden ist, können Baumeister und Bauzeit nicht sicher belegt werden. Der Vergleich mit der „ursprünglich identischen Fassade“ des von Hofmaurermeister Heinrich Zech (1826–um 1899) „zwischen 1872 und 1875 errichteten Wohnhauses  Bert[h]a-von-Suttner-Straße 3 macht es“ laut Ulrike Bröcker „wahrscheinlich,“ dass die Villa Große Weinmeisterstraße 17 „auch von Zech, etwa zeitgleich, errichtet wurde.“ Im Potsdamer Adressbuch für 1877 werden die Grundstücke Große Weinmeisterstraße 14 bis 20 jedoch noch als Baustellen ausgewiesen und Bäckermeister B. Kaldewey 1878 als erster im Haus wohnender Eigentümer. An der Südostecke des Grundstücks kam noch eine eingeschossige, in den 1920er Jahren zweigeschossig aufgestockte Remise hinzu.
Bäckermeister Kaldewey hat das Anwesen wahrscheinlich gleich wieder veräußert, denn bereits im Adressbuch für 1879 ist der nicht im Haus wohnende Fuhrunternehmer Wilhelm Schmedsdorf (wohnhaft Am Canal 14) der nachfolgende Eigentümer, der es bis 1910 oder 1911 behielt. Zu den Bewohnern des von ihm vermieteten Hauses gehörten unter anderem der General der Infanterie z. D. Gustav von Pritzelwitz und der General der Kavallerie z. D. Georg von Albedyll. Laut Adressbuch für 1912 ging das Anwesen an die Witwe Pauline Schmedsdorf. Sie verkaufte es an den seit 1908 als Mieter im Haus wohnenden Oberregierungsrat Stephan von Gröning, der im Adressbuch für 1917 als Eigentümer eingetragen ist. 
Das Anwesen erwarb der Evangelisch-Kirchliche Hilfsverein (EKH), der seinen Sitz zunächst im benachbarten Doppelhaus Mirbachstraße 2/3 hatte und ab 1918 im Haus Mirbachstraße 1, später Leistikowstraße. Das Wohnhaus und die Remise in der Großen Weinmeisterstraße 17 vermietete der EKH von 1917 bis 1932 an die Brandenburgische Frauenhilfe und nach deren Auszug an verschiedene Mieter zur Wohnnutzung.
Unmittelbar nach der Potsdamer Konferenz im nahegelegenen Schloss Cecilienhof, beschlagnahmte die Sowjetische Militäradministration in Deutschland (SMAD) im August 1945 das Gebiet zwischen Pfingstberg und dem Neuen Garten. Alle Bewohner mussten ihre Häuser verlassen. Auf dem 16 Hektar großen, hermetisch abgeriegelten Areal wurde die Deutschlandzentrale der Militärspionageabwehr des sowjetischen Geheimdienstes (MGB), ab 1954 KGB, eingerichtet, das sogenannte „Militärstädtchen Nr. 7“. Das Haus Große Weinmeisterstraße 17 diente als Unterkunft für die Wachen des zum Untersuchungsgefängnis umgebauten Nachbarhauses Leistikowstraße 1. Die zum Gefängniskomplex gehörenden Häuser Große Weinmeisterstraße 17, Leistikowstraße 1 und das vermutlich von der Ermittlungsabteilung genutzte Haus Leistikowstraße 2/3 wurden „durch zusätzliche Mauern und einen circa drei Meter hohen, für die Straflager des sowjetischen GULag typischen Holzzaun abgesichert […].“
Nach der Wende und dem Abzug der Geheimdiensteinheiten sowie der russischen Armee 1994 führte das Bundesvermögensamt Bestandsuntersuchungen an den insgesamt circa 110 beschlagnahmten Häusern und Liegenschaften durch. „Bis Ende Februar 1995 konnte der größte Teil [...] an die Alteigentümer rückübertragen werden“, so auch die Villa Große Weinmeisterstraße 17 an den Evangelisch-Kirchlichen Hilfsverein.

## Architektur
Der sechsachsige Putzbau ist eingeschossig auf hohem Sockel mit Satteldach. Das Gebäude betont ein eineinhalbgeschossiger Mittelrisalit mit barockem Volutengiebel, „der wahrscheinlich ursprünglich auch von einer lippischen Rose abgeschlossen wurde.“ Dem Risalit ist eine Terrasse mit Balustrade vorgelagert. Die in den Vorgarten führende Wangentreppe war ursprünglich nicht vorhanden und ist erst später angebaut worden. Die Gebäudeecken, wie auch die Ecken des Risalits, sind gequadert, die Sockelzone gebändert. Die Fenster schmücken unterschiedlich gestaltete Verdachungen. Die Fenstertüren im Risalit bekrönt ein gesprengter Giebel, die gekuppelten Fenster in der Dachgeschosszone zieren halbkreisförmige Verdachungen und die hochrechteckigen Fenster der Rücklagen erhielten Dreiecksgiebel. Konsolen zwischen den Drempelfenstern stützen das Kranzgesims. Dem Eingangsbereich auf der Südseite ist eine doppelläufige Freitreppe vorgelagert. 